# 시스루뱅
시스루뱅(See-Through Bangs)은 앞머리 헤어스타일의 한 종류이다. 앞머리 사이사이로 이마가 보일 정도로 숱을 듬성듬성 적게 내린 앞머리. 그런 이유 때문에 이마가 머리카락을 '통해서 보이기' 때문에 시스루라는 이름이 붙었다.
송혜교, 이연희 등의 여자 연예인들이 시도해 호응을 얻으면서 2012년부터 유행하기 시작하여 2023년 현재는 클래식처럼 자리잡은 스타일이다.
시스루 뱅을 하는 남자들도 있다. 여자들처럼 확 앞머리를 비게 하는 경우는 거의 없고 주로 아주 조금만 쳐서 살짝 가볍게 하는 정도로 스타일링하는 경우가 일반적이다.